# Ji Min-hyuk
Ji Min-hyuk (hangul= 지민혁, RR= Ji Min-hyeok), es un actor surcoreano.

## Carrera
En el 2017 dio vida a un joven delincuente en la serie surcoreana Criminal Minds.
Ese mismo año interpretó a Yeo Jin-wook de adolescente en la serie Witch at Court, papel interpretado por el actor Yoon Hyun-min de adulto.
También se unió a la serie Revolutionary Love donde dio vida a Byun Hyuk de joven, papel interpretado por Choi Si-won de adulto.
En el 2018 dio vida a Seo Joon-hee de joven en la serie Return, papel interpretado por el actor Yoon Jong-hoon de adulto.
Ese mismo año se unió a la serie The Great Seducer (también conocida como "Tempted") donde interpretó a Kwon Shi-hyun de joven, el único heredero de la compañía JK Group, papel interpretado por el actor Woo Do-hwan de grande.
El 13 de agosto del mismo año se unió al elenco principal de la segunda temporada de la serie Sweet Revenge donde dio vida al adolescente Seo Jae-yi, el inteligente y atractivo hermano de Seo Ro-bin (Samuel) hasta el final de la serie en octubre del mismo año.
En septiembre del mismo año se unió al elenco recurrente de la serie 100 Days My Prince donde interpretó al Príncipe Seowon, el medio hermano menor de Lee Yul (D.O.) y el hijo de la ambiciosa Reina Park (Oh Yeon-ah). Un joven bueno que está en contra de la corrupción en el palacio y que no quiere heredar el título de Príncipe Heredero bajo mentiras.
También apareció en la serie Top Star U-back donde dio vida a Yoo Baek de joven, papel interpretado por el actor Kim Ji-seok de adulto.
El 27 de mayo del 2019 se unió al elenco de la serie web I Am Not a Robot (también conocida como "Not a Robot") donde interpretó a Ahn Do-young, un robot doméstico, hasta el final en julio del mismo año.

## Filmografía

### Series de televisión
| Año  | Título                         | Personaje                    | Notas                      |
| ---- | ------------------------------ | ---------------------------- | -------------------------- |
| 2021 | Drama Stage - "Mint Condition" | -                            | [ 6 ]                      |
| 2020 | Half-Fifty                     | Yoo Ha-tae                   | 8 episodios                |
| 2020 | Hospital Playlist              | Padre de Chan Hyung          | ep. #3                     |
| 2019 | I Am Not a Robot               | Ahn Do-young                 | 12 episodios - (serie web) |
| 2018 | Top Star U-back                | Yoo Baek (de joven)          |                            |
| 2018 | 100 Days My Prince             | Príncipe Seowon              |                            |
| 2018 | Sweet Revenge Season 2         | Seo Jae-yi                   | 16 episodios               |
| 2018 | The Great Seducer              | Kwon Shi-hyun (de joven)     |                            |
| 2018 | Return                         | Seo Joon-hee (de joven)      |                            |
| 2018 | Prison Playbook                | Kang Gun-woo                 | ep. #13                    |
| 2017 | Han Yeo Reum's Memory          | Park Hae-joon (de joven)     |                            |
| 2017 | Revolutionary Love             | Byun Hyuk (de joven)         |                            |
| 2017 | Witch at Court                 | Yeo Jin-wook (a los 19 años) |                            |
| 2017 | Criminal Minds                 | Joven Delincuente            |                            |

### Películas
| Año  | Título                  | Personaje           | Notas             |
| ---- | ----------------------- | ------------------- | ----------------- |
| 2018 | Brothers in Heaven      | Tae Sung (de joven) | junto a Sung Hoon |
| 2013 | Come Back to Pusan Port | -                   |                   |

### Programas de variedades
| Año  | Título                     | Notas       |
| ---- | -------------------------- | ----------- |
| 2018 | Leaving The Nest: Season 3 | (ep. #9-11) |
| 2018 | School Rapper 2            | invitado    |

## Premios y nominaciones
| Año  | Categoría        | Premio          | Trabajo        | Resultado |
| ---- | ---------------- | --------------- | -------------- | --------- |
| 2017 | Best Young Actor | KBS Drama Award | Witch at Court | Nominado  |